# Amor de mujer
„Amor de Mujer” este un cântec al interpretei mexicane Paulina Rubio. Acesta fost compus de Felissati și J.A. Flores pentru materialul discografic de debut al artistei, La Chica Dorada. „Amor de Mujer” a fost lansat ca cel de-al doilea disc single al materialului la sfârșitul anului 1992.
Cântecul a urcat până pe locul 1 în țara natală a lui Rubio, Mexic și a obținut poziția cu numărul 8 în Billboard Hot Latin Songs.

## Clasamente
| Clasament                 | Poziția maximă | Referință |
| ------------------------- | -------------- | --------- |
| Mexic Singles Chart       | 1              | [ 2 ]     |
| Billboard Hot Latin Songs | 8              | [ 3 ]     |